# Diocèse de Sambalpur
Le Diocèse de Sambalpur est une circonscription ecclésiastique de l'Église catholique dans l'état d'Odisha en Inde. Créé en 1951 et confié au départ aux missionnaires du Verbe-Divin il est suffragant de l'archidiocèse de Cuttack-Bhubaneswar. Son siège est en la cathédrale Saint-Joseph-Artisan de Sambalpur.
Il couvre les districts civils d'Angul, de Balangir, de Bargarh, de Dhenkanal, de Debagarh, de Jharsuguda, de Sambalpur et de Subarnapur, tous en Odisha.

## Histoire
Le nombre de catholiques augmentant parmi les Ouraons du plateau de Chotanagpur en Inde centrale, et les activités apostoliques et pastorales se développant (églises, écoles, dispensaires et autres) le diocèse de Sambalpur est créé le 14 juin 1951 par détachement de l'archidiocèse de Calcutta, du diocèse de Nagpur (en) et du diocèse de Ranchi. Il est confié au départ aux pères du Verbe-Divin. Sa partie septentrionale, à la frontière du Jharkhand, en est détachée le 4 juillet 1979 pour former le diocèse de Rourkela.

## Évêques
- 14 juin 1951 au 28 février 1974: Hermann Westermann SVD
- 28 février 1974 au 1er juillet 1985: Raphael Cheenath SVD
- 17 novembre 1986 au 26 juillet 2013: Lucas Kerketta
- depuis le 26 juillet 2013: Mgr Niranjan Sual Singh [2].